# Gare de Rotterdam-Blaak
La gare de Rotterdam-Blaak est une gare ferroviaire souterraine de la ligne de Breda à Rotterdam. Elle est située dans le centre-ville, de Rotterdam aux Pays-Bas.
Mise en service, en surface, en 1877, elle est, depuis 1993, située au deuxième niveau souterrain d'un ensemble multimodale comprenant notamment la station Blaak du métro de Rotterdam, située au premier niveau souterrain, et un arrêt du tramway de Rotterdam, situé en surface.

## Histoire
Le 2 mai 1877, la gare est ouverte sur ce lieu sous le nom de « Rotterdam Beurs » (« Rotterdam-Bourse »), référençant le bâtiment de la bourse De Beurs (nl) qui se situait à proximité. Elle est située sur la luchtspoor (nl), un chemin de fer aérien de près de 2 km traversant le centre de Rotterdam, la Meuse et les canaux. Il s'agit du seul arrêt de cette section en viaduc, elle comporte deux quais avec une marquise métallique accolée à un bâtiment d'accueil en briques de deux étages. Elle est alors dotée d'un quai central et d'un quai donnant sur le bâtiment ; elle est plus tard réaménagée avec deux quais latéraux. La ligne est électrifiée en 1934 et la gare est modernisé à cette occasion.

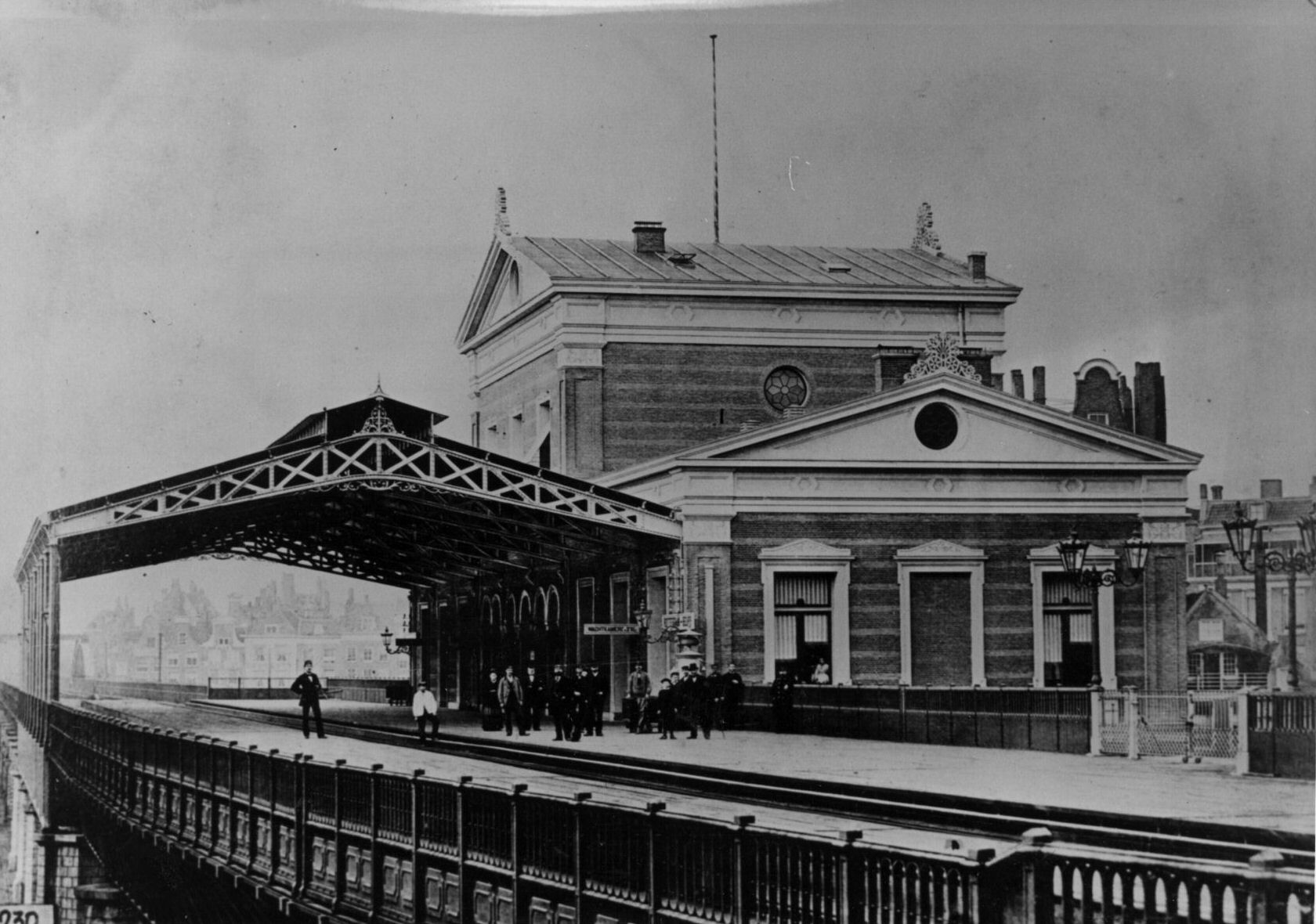
La gare de la Bourse en 1877.
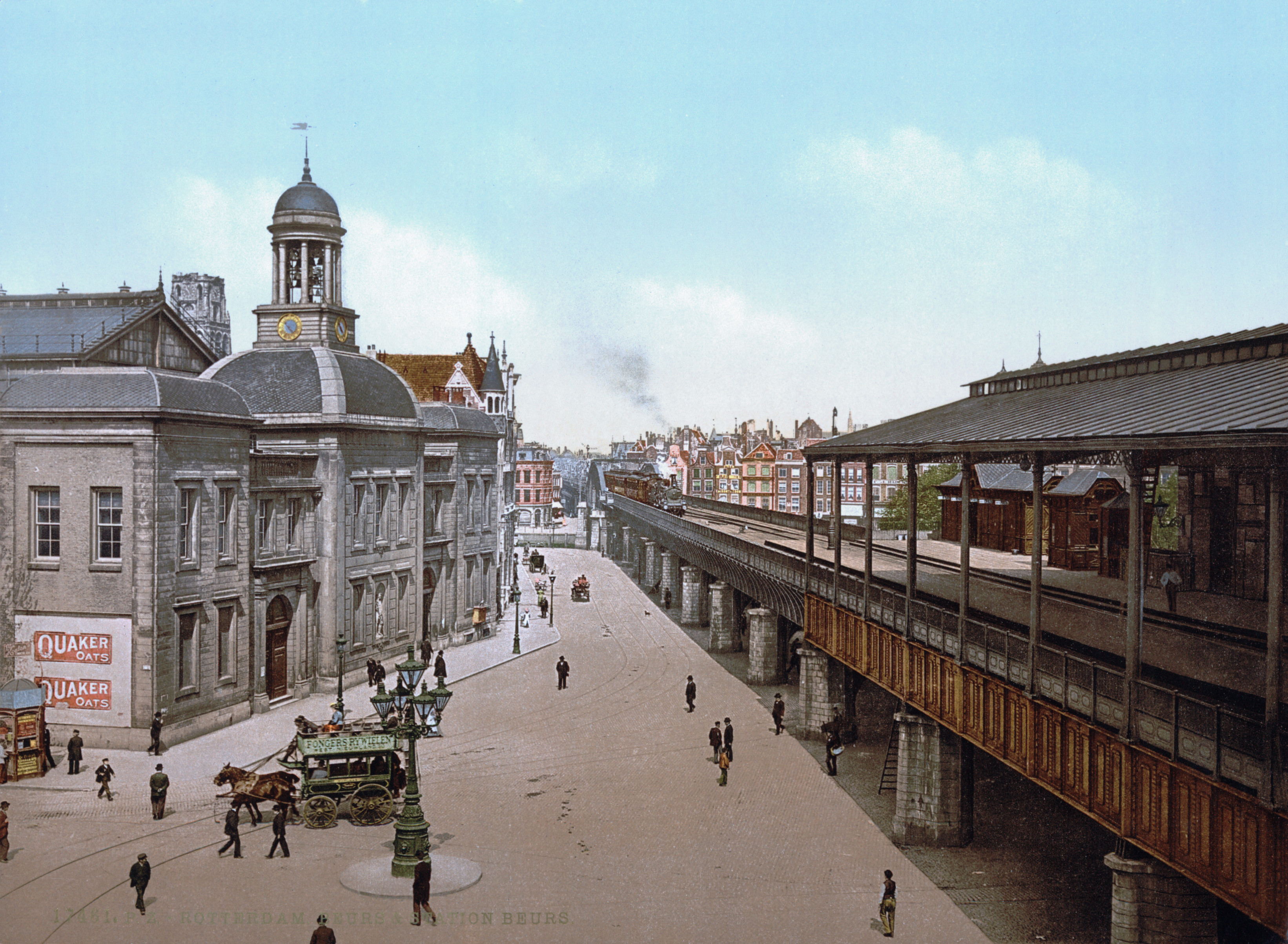
La bourse et les quais vers 1900.

L'ancien bâtiment de la gare a été détruit en 1940 lors du bombardement de Rotterdam qui ravage entièrement les bâtiments avoisinants mais laisse relativement intact le viaduc et les quais sur lesquels le service reprend pendant l'occupation. En 1945, lors de la construction de la nouvelle gare[réf. nécessaire], elle a reçu le nouveau nom de Rotterdam Blaak. Les murs du bâtiment calciné sont alors présents. 
En 1952, il a été décidé de placer un nouveau bâtiment de réception. Conçu par l'architecte Sybold van Ravesteyn, il a été ouvert en 1953 et se présente sous la forme de deux volumes à toit plat abritant une salle de guichet, des escaliers et un restaurant. En 1972, il est à son tour démoli pour la construction d'une nouvelle ligne de métro avec un bâtiment d'accueil faisant face au viaduc du chemin de fer où se trouvent les quais. La couverture de quais de 1877 est restée en place et a finalement été démolie en 1993.

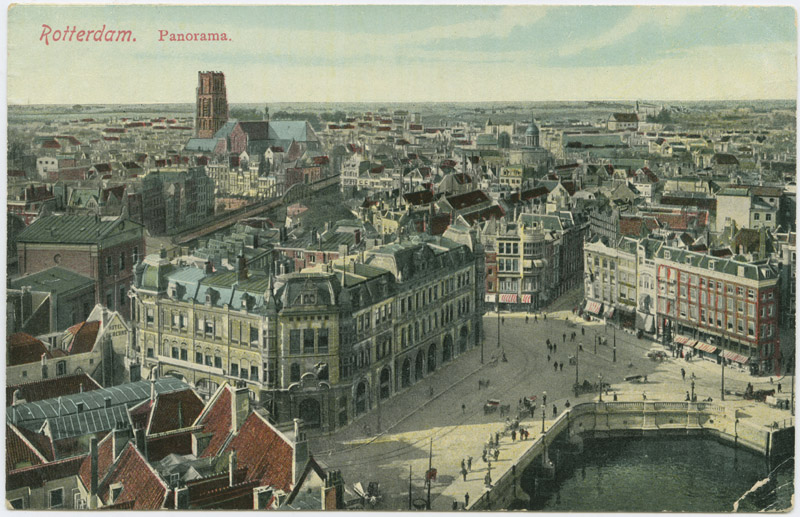
La gare (à gauche) vue depuis la Witte Huis.
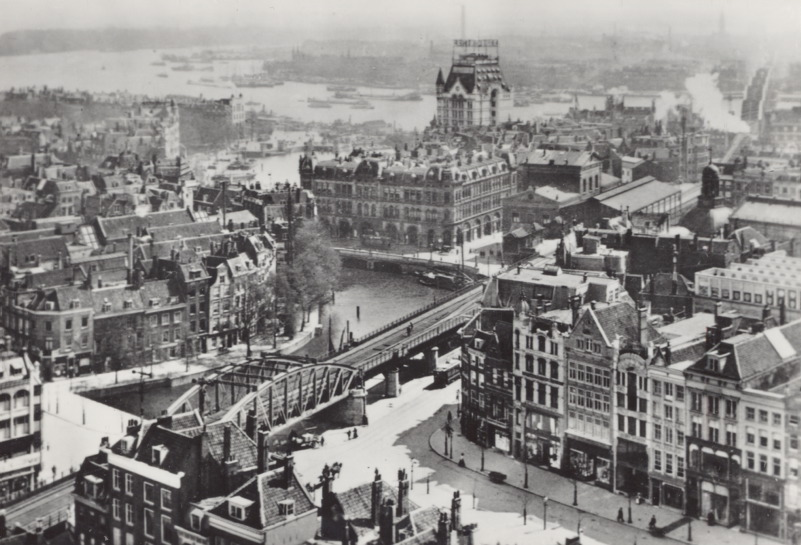
Quartier de la gare en 1904.
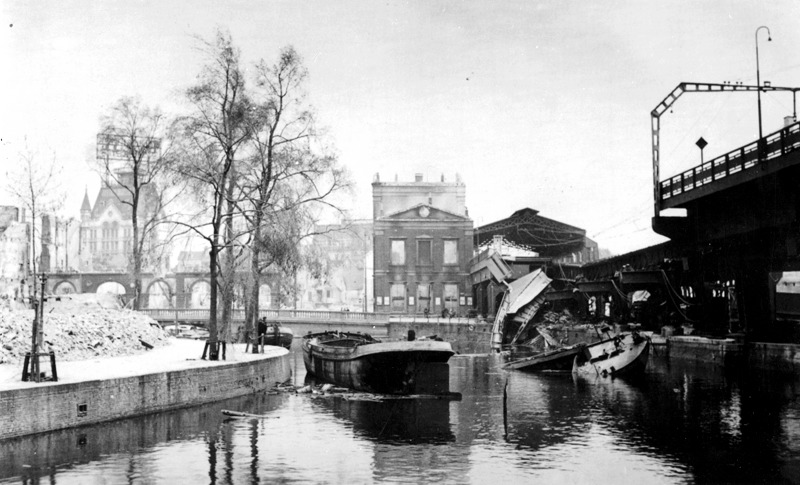
Après le bombardement de mai 1940.
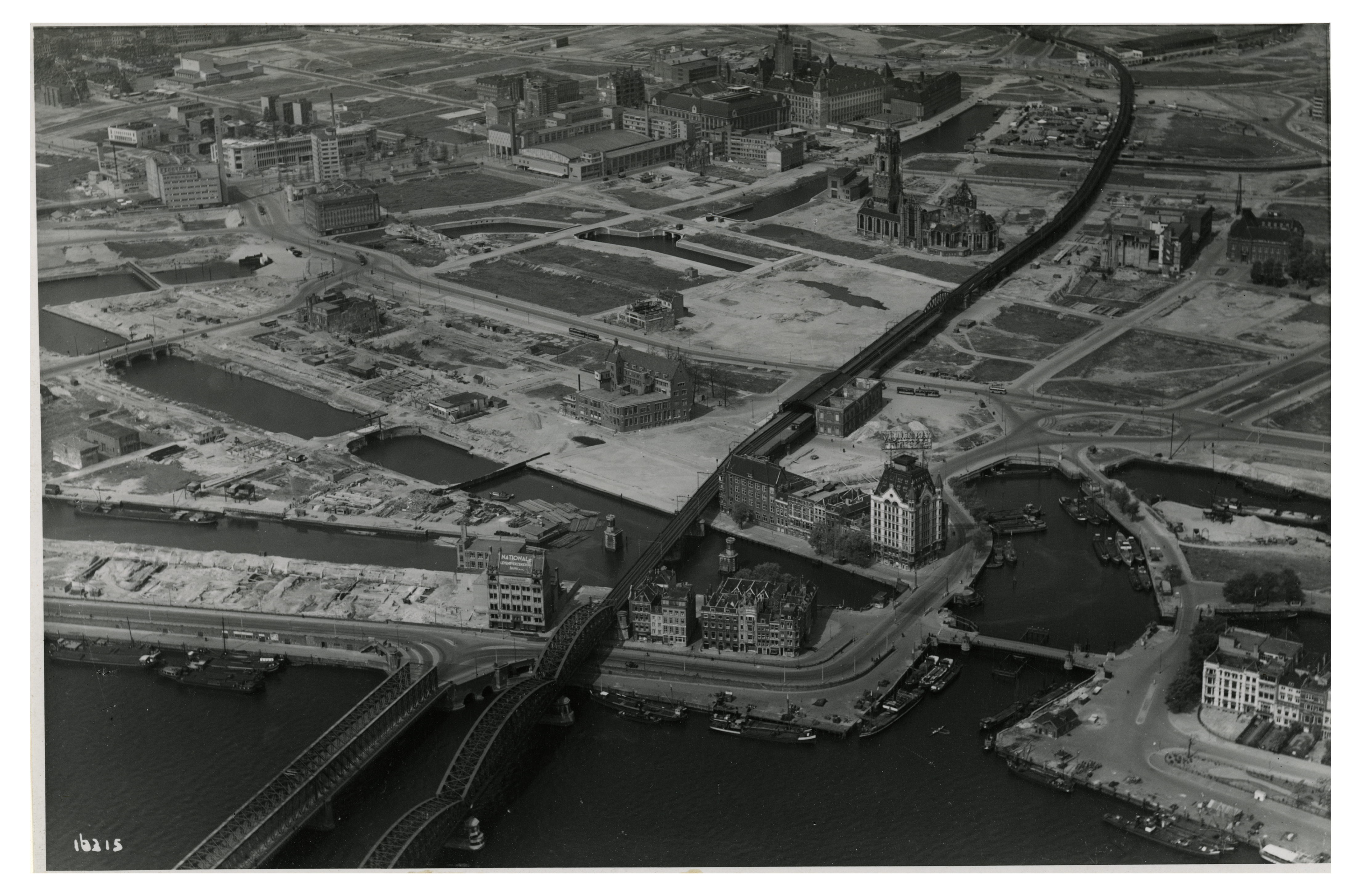
Vue aérienne en 1946.

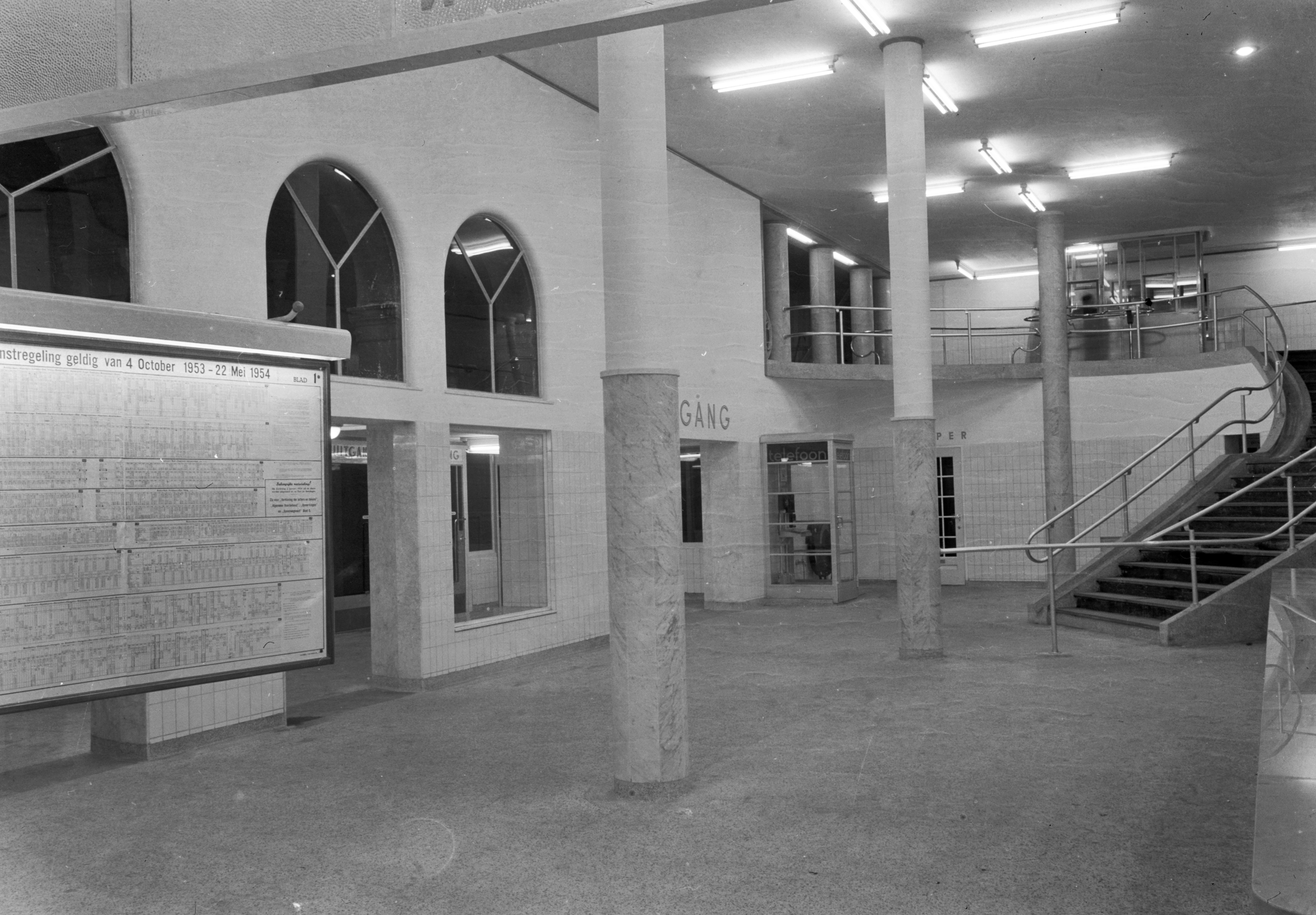
Entrée de la gare en 1953.
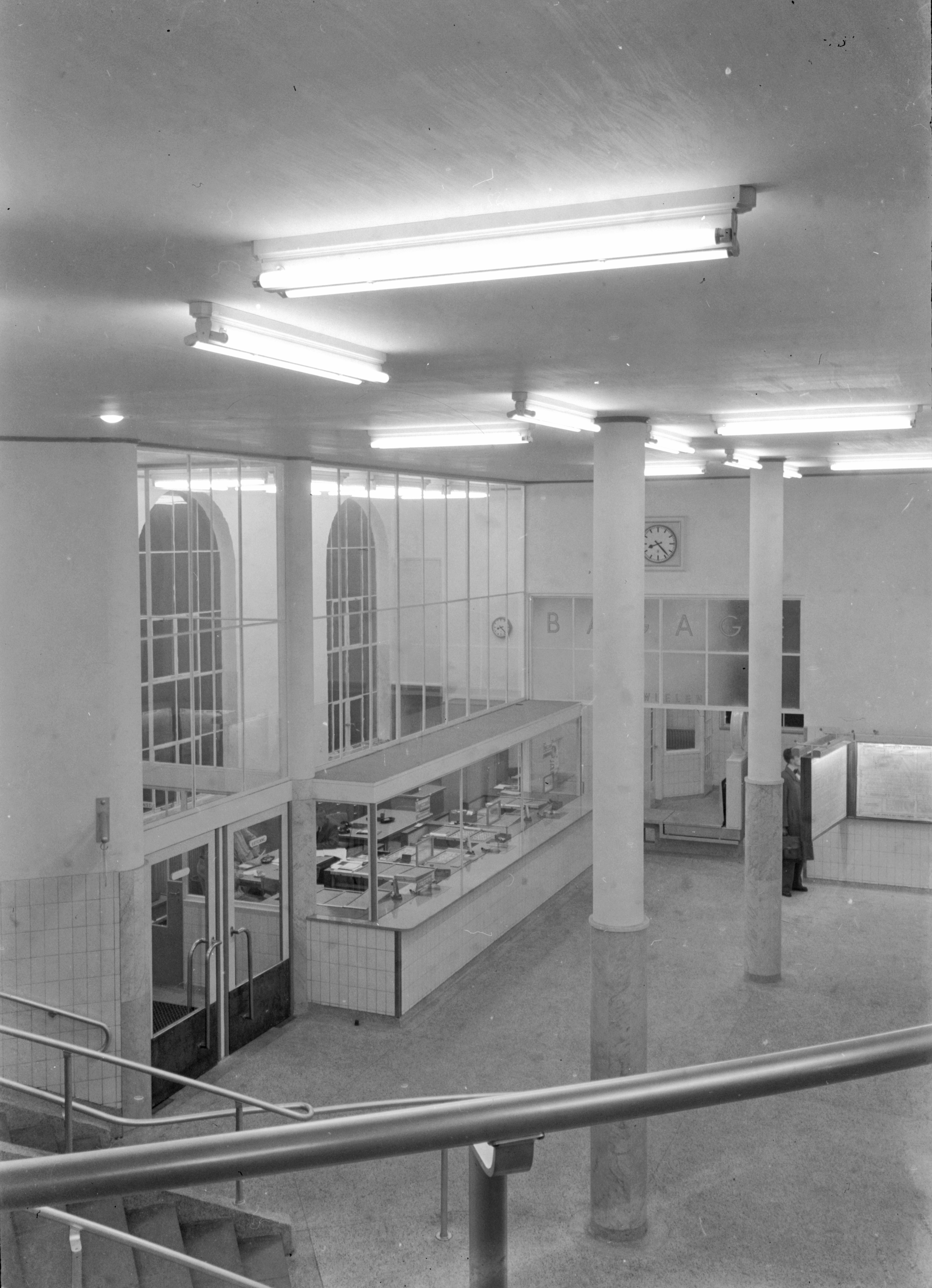
Guichets.
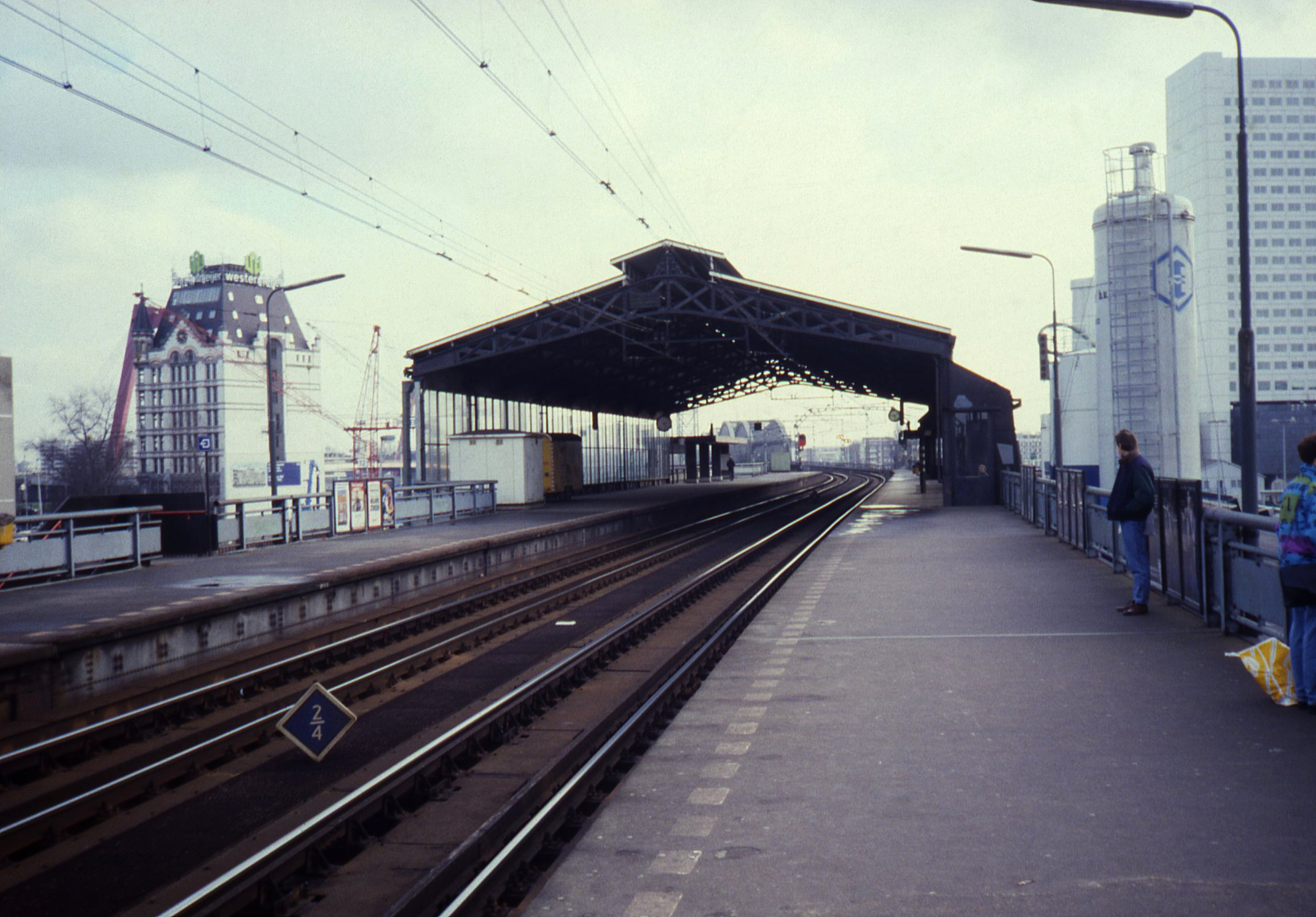

En 1993, les travaux de construction d'un nouveau chemin de fer souterrain à quatre voies remplaçant le chemin de fer aérien du XIXe siècle prennent fin. La nouvelle gare de Rotterdam-Blaak, en correspondance avec le métro de Rotterdam se caractérise par une couverture vitrée en forme de soucoupe suspendue à un grand arc métallique enjambant la station de tramway.

## Service des voyageurs

### Accueil

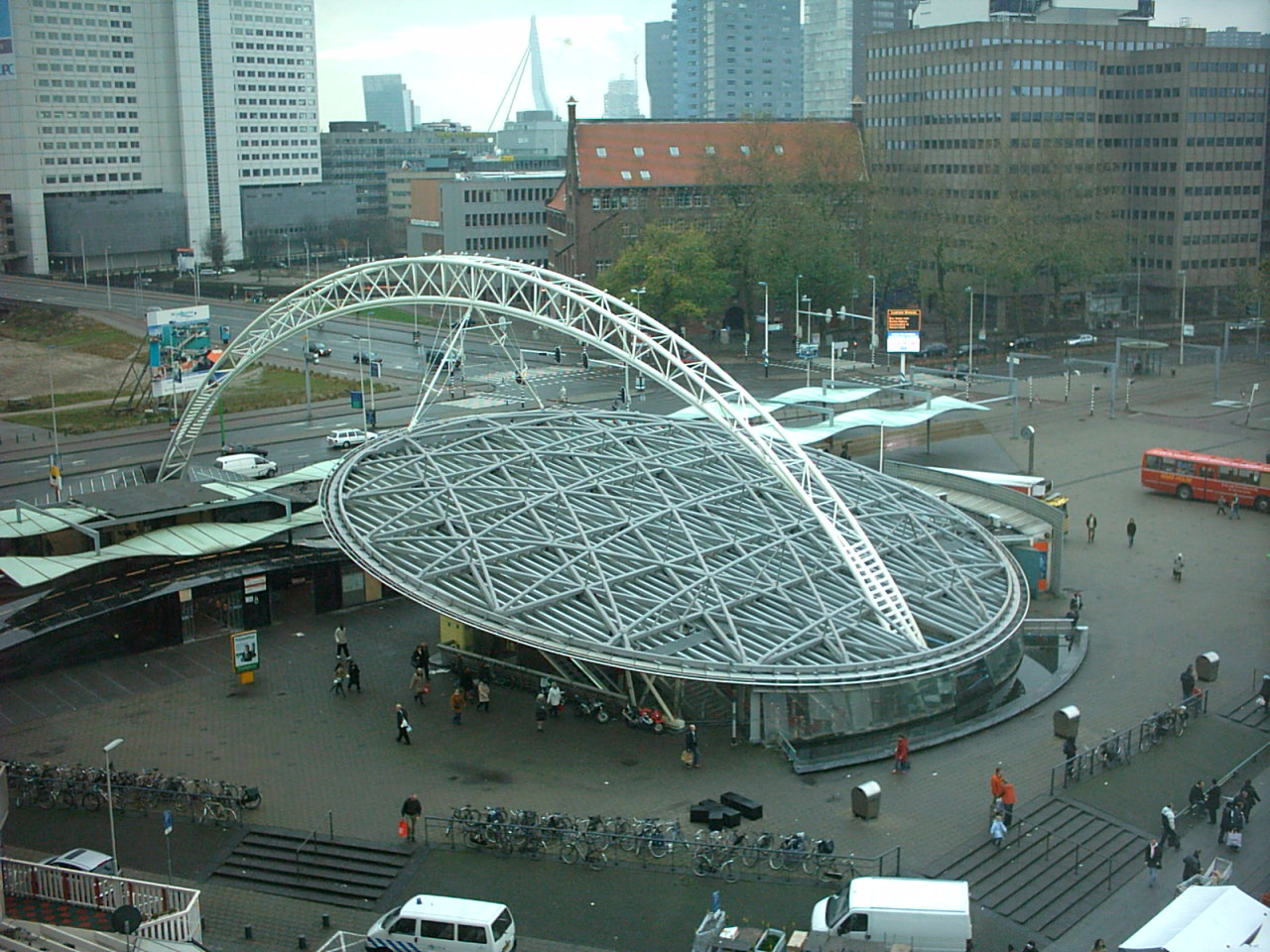
Vue aérienne de la gare en 2004.
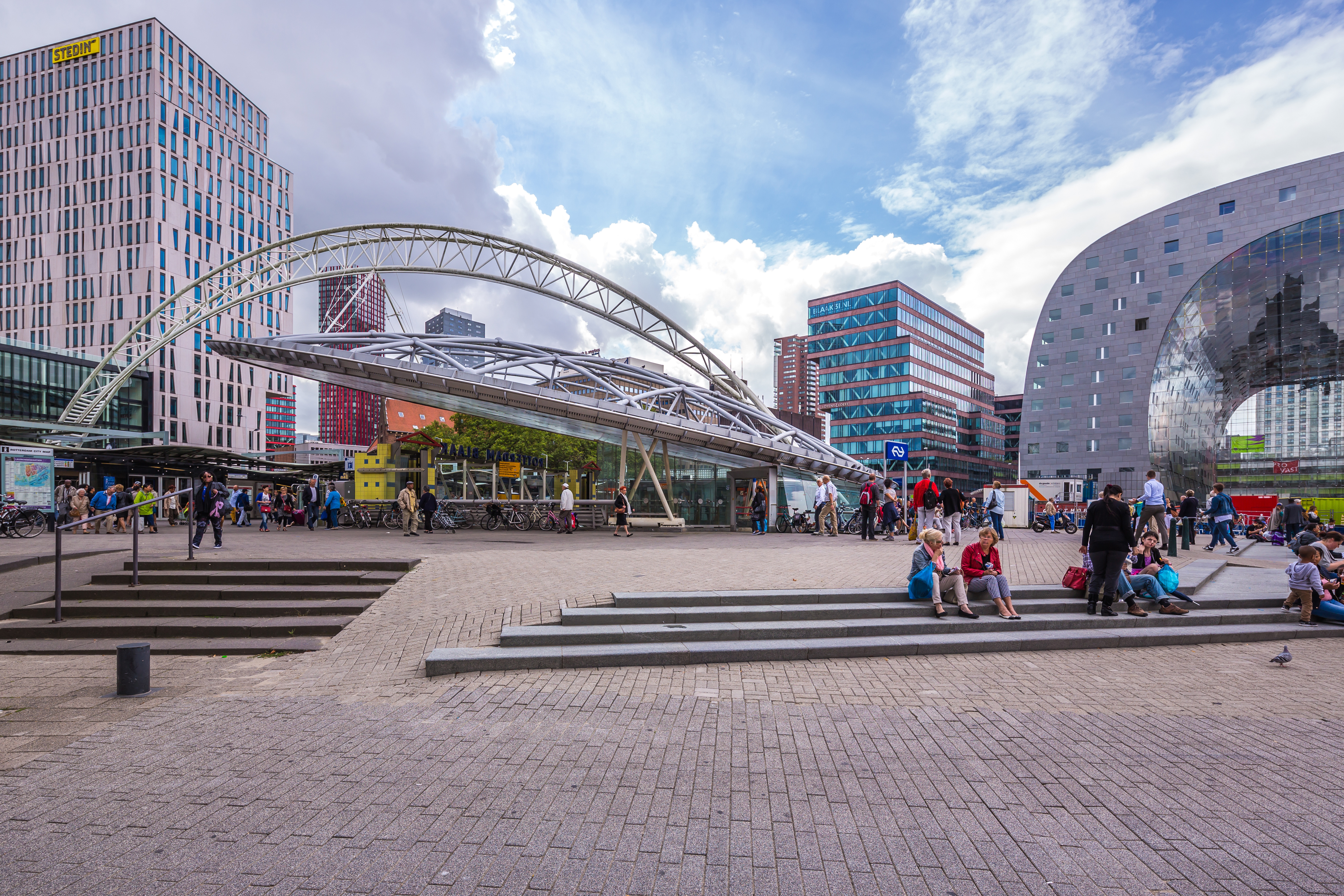
Place de la gare.
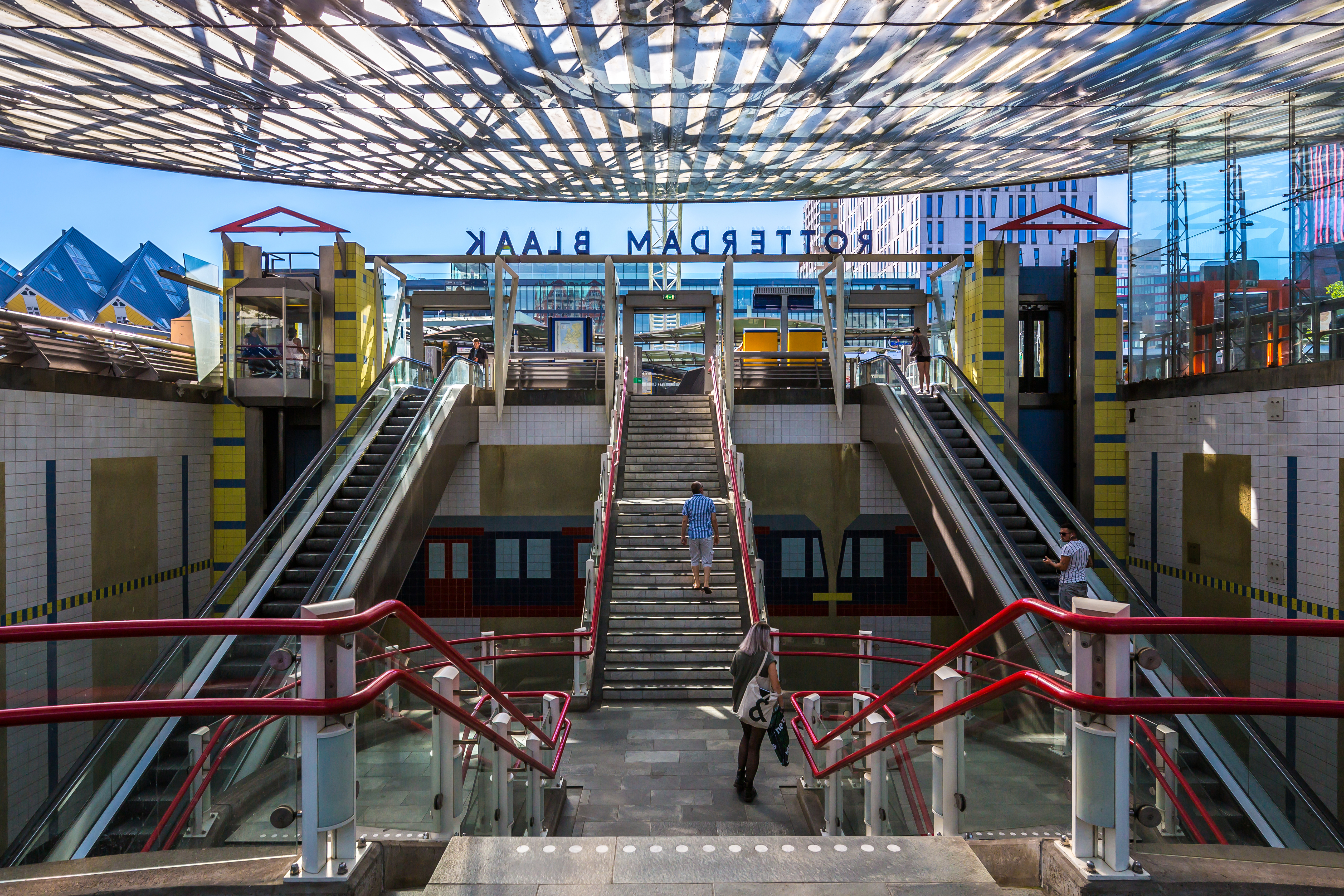
Entrée souterraine.
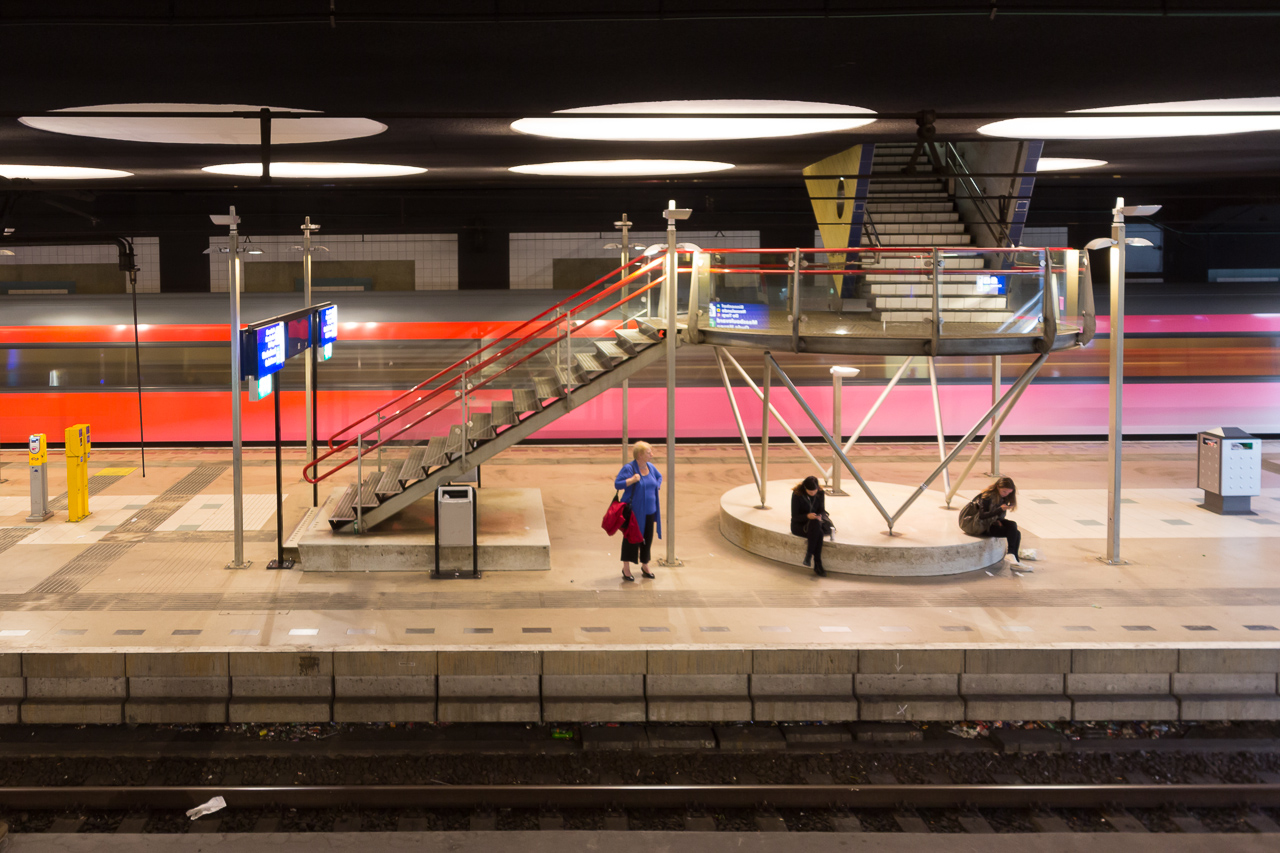
Quais et train Benelux.